# Freedom & Fyah
Freedom & Fyah è un album di Alborosie uscito nel 2016.

## Brani
Tracce:
1. 01. The Prophecy
2. 02. Can’t Cool
3. 03. Fly 420 feat. Sugus
4. 04. Cry
5. 05. Strolling feat. Protoje
6. 06. Rocky Road
7. 07. Poser
8. 08. Judgement
9. 09. Life To Me feat. Ky-Mani Marley
10. 10. Rich
11. 11. Carry On feat. Sandy Smith
12. 12. Everything feat. Roots Radics & Pupa Avril
13. 13. Zion Youth feat. Sugus